# 拉布雷莱班
拉布雷莱班（法語：La Brée-les-Bains，法語發音：[la bʁe le bɛ̃]）是法国滨海夏朗德省的一个市镇，位于该省西部的奥莱龙岛上，属于罗什福尔区。

## 地理
拉布雷莱班（46°0'56"N, 1°20'56"W）面积7.27 平方千米，位于法国新阿基坦大区滨海夏朗德省，该省份为法国西部滨海省份，北起旺代省，西临大西洋，南至吉倫特省，东南接多爾多涅省，东北接德塞夫勒省接壤，东临夏朗德省。
与拉布雷莱班接壤的市镇（或旧市镇、城区）包括：圣但尼多莱龙、圣乔治多莱龙。

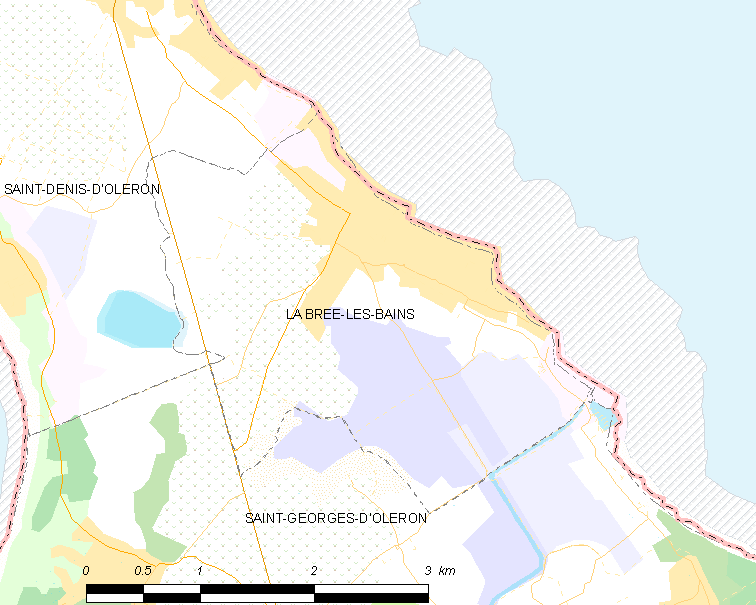
拉布雷莱班的OSM定位图

拉布雷莱班的时区为UTC+01:00、UTC+02:00（夏令时）。

## 行政
拉布雷莱班的邮政编码为17840，INSEE市镇编码为17486。

## 政治
拉布雷莱班所属的省级选区为奥莱龙岛县。

## 人口

1962-2008年间拉布雷莱班人口变化图示

拉布雷莱班于2022年1月1日时的人口数量为695人。